# Sazební obrazec

Van de Graafova konstrukce sazebního obrazce

Sazební obrazec je přesný zákres plochy sazby na čistém formátu tiskoviny, který provádí knižní grafik, když navrhuje grafiku tiskoviny. U sazebního obrazce se uvádí výška, šířka sazby, vzdálenost od hřbetu. Sazební obrazec má vliv na vnímání stránky, čitelnost textu a vyváženost černé a bílé plochy.